# Simnia loebbeckeana
Simnia loebbeckeana är en snäckart som först beskrevs av Weinkauff 1881.  Simnia loebbeckeana ingår i släktet Simnia och familjen Ovulidae. Inga underarter finns listade i Catalogue of Life.